# Le Genest-Saint-Isle
Le Genest-Saint-Isle è un comune francese di 2 067 abitanti situato nel dipartimento della Mayenne, nella regione dei Paesi della Loira.

## Società

### Evoluzione demografica
Abitanti censiti